# 德拉古
德拉古（Draco，生卒年不详，一般被认为是公元前7世纪）是古希腊政治家，立法者。他曾统治雅典。

## 法律改革
德拉古于公元前621年整理雅典法律，并写出一部完整的法典，但该法极其残酷，规定債權人可以把欠債人及其家屬賣到外國為奴，並把差不多所有罪行均处死刑，就連「懶惰」都可以被判處死刑。
當有人問到德拉古為什麼要把大多數的犯罪行為判處死刑，德拉古本人則回答道：「輕罪理當處死，至於更大的罪，還找不到比死刑更重的懲罰。」因為德拉古式法律嚴酷無比，有人曾經說他的法律不是用墨水寫，而是用鮮血寫成的。
他的继任者梭伦除了保留關於謀殺的部分，把所有德拉古法典廢除。時至今日，西方社會常會用「德拉古式」（Draconian）一词来形容一些嚴酷的法律或者法律裁決。中文裡亦不時有使用「德拉古式」一詞的例子。